# Kurt Graßhoff
Erdmann Joachim Kurt Graßhoff (* 29. Mai 1869 in Templin; † 3. Juli 1952 in Bonn) war ein deutscher Konteradmiral.

## Leben
Er war Sohn des Rechtsanwalts und Notars Otto Graßhoff und dessen Ehefrau Sophie Wilhelmine Emma, geborene Francke, beide evangelischer Konfession. Graßhoff studierte Rechtswissenschaft an der Friedrichs-Universität Halle und der Philipps-Universität Marburg. Er wurde 1887 im Corps Teutonia Marburg aktiv und am 24. Januar 1888 rezipiert. Als Inaktiver trat Graßhoff am 13. April 1888 in die Kaiserliche Marine ein. Nach seiner Grundausbildung an Land und auf dem Schulschiff Niobe absolvierte er die Marineschule und wurde nach dem erfolgreichen Abschluss am 17. Oktober 1892 mit Patent vom 12. Mai 1891 zum Unterleutnant zur See befördert. Nach verschiedenen Bord- und Landkommandos, der Beförderung zum Leutnant zur See 1894 sowie der Absolvierung der Marineakademie wurde Graßhoff am 1. April 1900 auf das Linienschiff Kurfürst Friedrich Wilhelm versetzt. Hier wurde er als Torpedooffizier verwendet und am 10. August 1900 zum Kapitänleutnant befördert. Es folgten Verwendungen auf verschiedenen Linienschiffen, bis Graßhoff schließlich am 1. Oktober 1902 in den Admiralstab versetzt wurde. Er war danach ab 1. April 1905 für fünf Monate Erster Offizier auf dem Küstenpanzerschiff Frithjof und anschließend in gleicher Funktion auf dem Linienschiff Kaiser Friedrich III. tätig. Vom 1. Juli 1906 bis 30. September 1909 war Graßhoff wieder im Admiralstab, trat dann die Ausreise nach Ostasien an und fungierte dort als Chef des Stabes des Ostasiengeschwaders.
Nach seiner Rückkehr nach Deutschland kam er am 4. November 1911 als Abteilungschef in den Admiralstab und wurde kurz darauf am 11. November zum Kapitän zur See befördert. In dieser Stellung verblieb er auch über den Ausbruch des Ersten Weltkriegs hinaus. Vom 11. Juni bis 24. Juli 1917 war Graßhoff in Vertretung Kommandant des Großlinienschiffes Friedrich der Große. Anschließend wurde er Kommandant des Großlinienschiffes Kaiserin, mit dem er sich am 17. November 1917 am Seegefecht bei Helgoland beteiligte. Nachdem Graßhoff am 5. Januar 1918 das Kommando über das Schiff wegen seiner Fehlentscheidungen am 17. November abgeben musste, wurde er bis 28. August 1918 zur Unterseebootsschule kommandiert und anschließend als Nachfolger von Kommodore Theodor Püllen zum „Führer der Unterseeboote im Mittelmeer“ ernannt. Von diesem Posten wurde Graßhoff krankheitsbedingt am 9. Oktober 1918 entbunden und Püllen trat erneut an diese Stelle.
Graßhoff war erst nach Kriegsende wieder verwendungsfähig und stand vom 5. Dezember 1918 bis 4. November 1919 zur Verfügung des Chefs der der Nord- bzw. Ostsee. Dann wurde er zum Dienst bei der Admiralität kommandiert und erhielt dort am 29. November 1919 den Charakter als Konteradmiral. Zum 4. März 1920 wurde Graßhoff schließlich aus dem Militärdienst verabschiedet.
Für seine Leistungen in Frieden und Krieg wurde Graßhoff mehrfach ausgezeichnet. Er erhielt beide Klassen des Eisernen Kreuzes, den Roten Adlerorden III. Klasse mit Schleife und Krone, den Kronenorden II. Klasse mit Schwertern, das Hanseatenkreuz der Stadt Hamburg sowie das Ritterkreuz des Greifenordens.
Den Ruhestand verlebte er als Landwirt in Steinfeld (Schleswig).
Aus der 1899 geschlossenen Ehe mit Alice Elmenhorst gingen eine Tochter und zwei Söhne hervor.